# 行動美術協会
行動美術協会（こうどうびじゅつきょうかい）は、1945年、敗戦後に設立された公募美術団体。

## 概要
1945年11月、前年に第30回展を開催後一旦解散した旧二科会が、旧体制のまま再建されることに反対して、新しい時代に適合する美術団体をめざして結成された。「行動美術協会」の名称は、柏原覚太郎が提案したもの。
中心となったのは、柏原の他に向井潤吉、古家新ら。
1946年の第1回「行動展」（行動美術展という場合もある）開催以来毎年秋に公募展を行っている。第1回の会場は、東京三越本店。第2回から東京都美術館での本展と地方の巡回展を開始。近年の会場は、国立新美術館となっている。
当初は、絵画の制作者だけの団体だったが、1950年、建畠覚造らが入会し、彫刻部が設けられた。
1976年には、主体美術協会とともに公募団体のあり方について討議する機会を持っている。
会員有志によるインスタレーション展示や講演会とパネルディスカッションも行われている。

## 出品作家
絵画
- 福井勇
- 高井貞二
- 田辺三重松
- 伊谷賢蔵
- 津高和一
- 山中春雄
- 江見絹子
- 三谷祐資
- 大森朔衞
- 守谷史男
- 小林功於

彫刻
- 松岡阜
- 志水晴児
- 阿部典英
- 富松留幹
- 湯村光
- 内田和孝
- 藤田雅也